# Pauline Barrieu
Pauline Barrieu é uma estatística financeira francesa, teórica de probabilidade e especialista em avaliação de risco financeiro, transferência de risco e quantificação de incerteza. Ela é professora de estatística na London School of Economics.

## Educação e carreira
Barrieu obteve um MBA na ESSEC Business School em 1997, um DEA em teoria da probabilidade na Universidade Pierre e Marie Curie em 1998 e um doutoramento em 2002, simultaneamente em finanças na Escola de Altos Estudos Comerciais de Paris (HEC Paris) e em matemática aplicada na Universidade Pierre e Marie Curie, supervisionado por Marc Chesney na HEC Paris e por Nicole El Karoui na Pierre and Marie Curie University.
Ela é membro do departamento de estatística da London School of Economics desde 2002, tornando-se professora em 2012 e actuando como chefe do departamento entre 2016–2019.

## Reconhecimento
Em 2003, Barrieu foi um dos vencedores do Prix de l'Actuariat, um prémio internacional anual para as melhores teses de doutorado em ciências atuariais.
Ela foi a vencedora do Prémio Louis Bachelier em 2018. O prémio citou o seu trabalho sobre "como abordamos o risco de modelo, incerteza e partilha de risco sob incerteza".